# Antic convent dels Pares Dominics (Calanda)

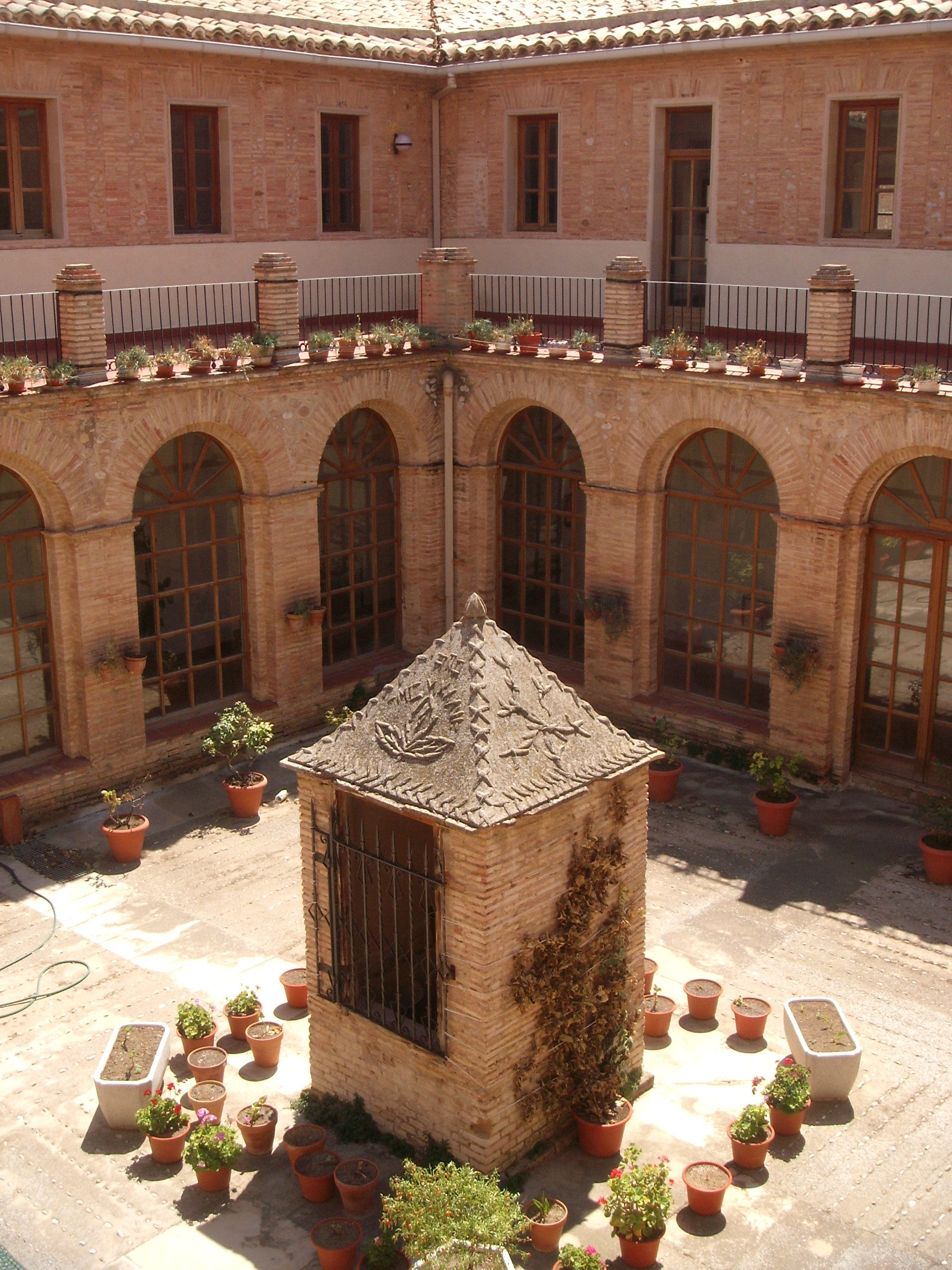
Claustre de l'antic Convent de Caputxins de Calanda.

El denominat antic Convent dels Pares Dominics de Calanda, antic Convent de Sant Antoni de Pàdua i actual Casa de Cultura de la vila, és un edifici exempt, de grans dimensions, construït en estil barroc. Situat a la part alta d'un promontori en la part sud-oriental de la localitat.
És Bé Catalogat per Ordre de 4 de setembre de 2008, del Departament d'Educació, Cultura i Esport, Ordre que va ser publicada el 24 de setembre de 2008, en el Butlletí Oficial d'Aragó.

## Història
La construcció original data de 1760, i es tractava d'un convent erigit pels Pares Caputxins dedicat a Sant Antoni de Pàdua.
La fundació del convent caputxí de Calanda va tenir lloc l'any 1750 i va ser l'última d'Aragó per part de l'Ordre. Segons el pare Ciaurriz, esmentat per l'historiador Manuel García Miralles en la seva Història de Calanda, la causa d'aquesta fundació es deu a la generositat d'uns devots consorts: “Va ser construït a costa del senyor Antoni Solana i donya Maria Jimeno, residents a Saragossa, i amb ajuda del poble. Va estar dedicat a Sant Antoni de Pàdua. L'església era molt capaç i de tres naus...”.
Ara bé, poques són les dades de les quals disposem. Ni el pare Huesca en el seu Teatre històric, ni cap altre historiador rellevant de l'època, fa esment alguna d'un monestir del qual l'historiador Santiago Vidiella deia que, en el seu conjunt, “era la millor obra que l'Ordre tenia a la província”.
García Miralles afegeix: “Sabem que els referits consorts fundadors eren naturals de Calanda. Un quadre –existent en la sagristia parroquial fins a la dominació vermella de 1936- els representa sostenint a les seves mans l'edifici”.
El mateix autor recrea en la seva Història de Calanda la instal·lació de la comunitat religiosa: “...va ser festejada amb la representació d'un "dance" dedicat al Sagrament i San Miguel, escrit per al cas per la poetisa calandina sor Luisa Herrero”.
L'any 1835, i després de 85 anys d'estada en el Convent de Sant Antoni de Pàdua, com es deia, els monjos se'n van anar. Amb la desamortització, en aquest mateix any el convent va ser comprat pel poble. El pare Ciaurriz així ho assenyala: “Quan l'expulsió dels religiosos la comunitat es componia de dotze sacerdots, un corista, quatre llecs i quatre donats. Els religiosos no van sofrir cap dany en aquesta ocasió per haver sortit del convent abans que arribessin les tropes d'Alcanyís...”.
Més tard, i malgrat el seu estat ruïnós, va ser comprat per D. Joaquín Fortón i la Senyora Justa de Cascajares. Els seus nous propietaris van derrocar les restes de l'edifici i van construir, a partir de 1912 una nova edificació que van destinar als Pares Carmelites Descalços, malgrat la reducció de dimensions de l'edifici i el seu estil modern. L'any 1921 l'ordre dels Carmelites Descalços va abandonar el convent i fou substituïda, a partir del 1925 per l'Orde dels Pares Dominics, els quals ubicaren en l'edificinuna escola que va seguir activa fins a 1950, en produir-se l'abandó definitiu del convent.
Un particular va adquirir en edifici i ho va utilitzar com a residència de treballadors que estaven destinats a la zona per a la construcció de la Central Tèrmica d'Andorra i el Pantà de Calanda.
Finalment l'edifici va ser comprat per l'Ajuntament de Calanda, el qual va procedir a la seva rehabilitació i ho va destinar a Casa de la Cultura, i actualment en ell tenen la seu diverses associacions locals.
En la dècada dels anys 1990, la població, necessitada d'un Institut de Secundària, va optar per l'execrable opció de remodelar gran part dels interiors, especialment de la primera planta, la qual cosa va comportar eliminar passadissos i tirar envans, saldant-se amb un lamentable exemple de la desintegració dels seus interiors originals. Dos anys després es va construir l'Institut de Secundària actual i les diverses aules que es van fer en el convent van passar a perdre qualsevol sentit en quedar parades, encara que amb el temps van ser reutilitzades per a altres menesters.

## Emplaçament
El convent va ser construït a extramurs de la vila en un alt al sud-est, on encara s'alça sobre els seus fonaments altre convent: el que fou de carmelites i dominics.
La vista que ofereix el lloc és notable: una panoràmica que es trenca al sud, davant les muntanyes que integren la Serra del Tolocha. A baix -no oblidem que el convent està sobre un pujol- es desplega l'horta calandina, de la qual els frares tenien una res menyspreable porció de terreny (encara avui es conserven algunes restes de la tàpia que delimitava el terreny d'uns i uns altres).

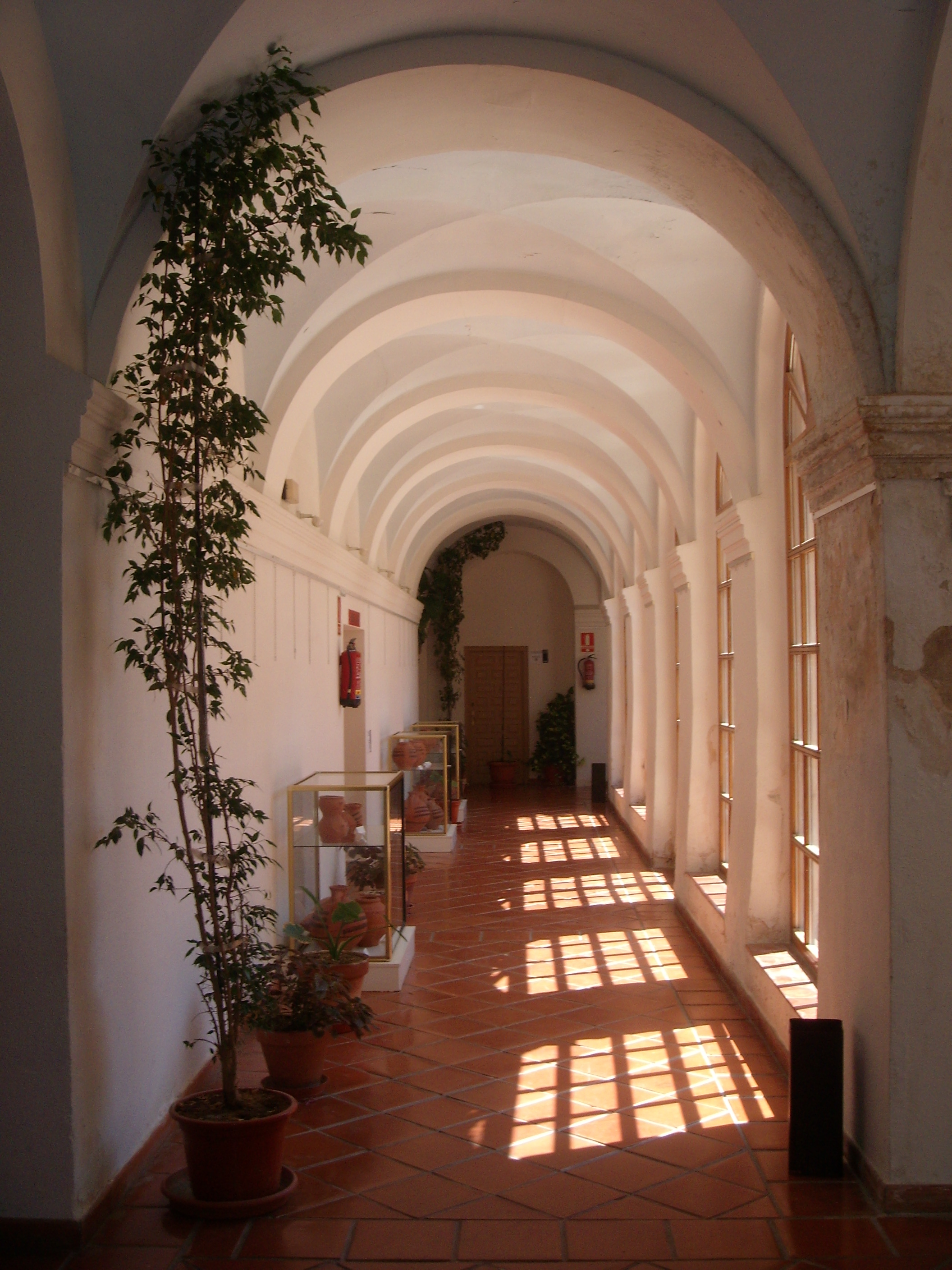
Galeria interior de la planta baixa de la Casa de Cultura de Calanda.

D'altra banda, la petita església del convent, d'una nau, es va utilitzar per fer d'ella un cinema, i allí va passar a estar situat el Cineclub “Luis Buñuel”, ara com ara vigent, i anteriorment emplaçat a la plaça de la Foia. La nul·litat de l'espai per a aquesta funció s'ha saldat amb els resultats predictibles: una acústica lamentable i una inclinació del sòl poc menys que inadequada.

### Descripció
Es tracta d'un edifici conventual amb fàbrica de maçoneria però amb reforç de maó, tractant de conservar el mateix to que el rejuntado de la pedra. Destaca la sobrietat de la seva construcció que queda patent és les seves austeres façanes. Poden observar-se en hastial de l'església de dues óculs.
Per accedir a l'edifici es pot utilitzar una de les tres portes d'accés, situades totes elles en la façana principal. Presenten forma d'arc de mig punt i diferents dimensions, sent l'accés central de major grandària, i a més es diferencia dels quals se situen a banda i banda, per tenir sobre ell una fornícula que actualment està buida.
Pel que fa a l'interior, cal destacar les transformacions que ha sofert l'edifici des de la seva reconstrucció en 1912. De la configuració original només es conserva la seva planta, que es desenvolupa al voltant del claustre central, el qual presenta planta quadrada i aljub al centre de l'espai obert, delimitat per quatre pandes de cinc trams coberts amb voltes d'aresta. Cada colla s'obre a l'espai central per mitjà de cinc arcs de mig punt, actualment tancats per mitjà d'unes fusteries modernes.
L'Església presenta planta rectangular i una sola nau, i testera recta, estant destinada actualment a servir com a Saló d'Actes de la Casa de la Cultura. Presenta coberta en volta de creueria en tots els trams en què la nau única apareix dividida.
Per la seva banda, la sagristia, que es troba comunicada l'església és un dels espais menys transformats de tot el conjunt.
Dos són els trams d'escales que accedeixen a la primera planta. Sengles trams conserven intactes la seva aparença original. El primer consta de quatre brancs d'escales i manca de qualsevol particularitat. El segon és molt discret en proporcions i està situat en la part posterior del convent, sent amb prou feines transitat.
La primera planta, malgrat ser la més massacrada, ofereix llocs d'interès, com és el cas de l'antiga església, avui cinema, i el perímetre del qual segueix intacte. Allí on va estar l'altar i el retaule (destruïts durant la Guerra Civil Espanyola) apareixen avui la pantalla sobre la qual es projecten les pel·lícules i un petit entarimat que a vegades serveix d'escenari per a algunes representacions teatrals.

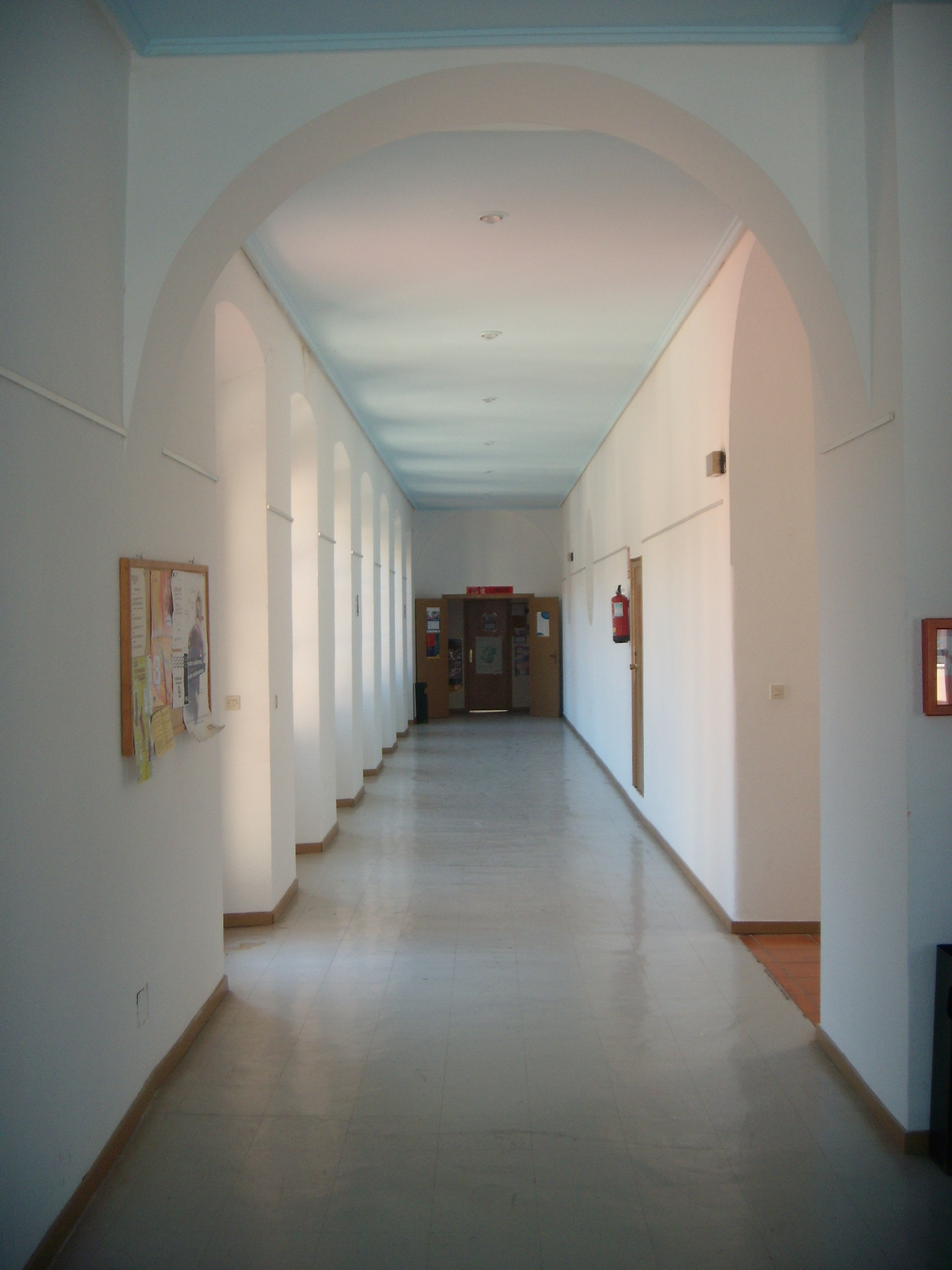
Un dels passadissos de la Casa de Cultura de Calanda.

Envoltant la balconada que dona al claustre estaven disposades les cel·les dels frares, de les quals avui amb prou feines queden petjades, ja que l'espai que elles ocupaven, en mancar avui d'utilitat pràctica, ha estat demolit en benefici d'habitacions grans en les quals exercir altres activitats, cas de l'Escola de Manualitats i l'Escola d'Adults, espais convencionals sense major interès. Unes altres de les moltes habitacions de la primera planta estan buides i corresponen a la intervenció del provisional Institut de Secundària.
Mentre, i després de l'última intervenció, només queda intacte un passadís, ja que la resta (i en la suposada raó de guanyar espai) es va eliminar en optar-se per la comunicació entre habitació i habitació, és a dir, unes amb unes altres, per mitjà de portes, la qual cosa a més de ser molt molest i poc pràctic, crea corrents d'aire.
A la segona i última planta del convent s'accedeix per una escala d'un branc a la qual no té accés el visitant (ja que la porta d'accés està tancada). Aquesta última planta és un enorme espai buit que va quedar al marge de les intervencions, per la qual cosa apareix en el seu estat primitiu. Es va destinar a funcions de magatzem o graner, i manca estrictament de qualsevol interès visible.
Des de l'exterior, el convent apareix elevat sobre un pujol, explicant en la seva part posterior amb notables vistes, a més d'un dissociat jardí destinat a la tercera edat (amb les seves pistes de petanca incloses) donada la proximitat d'una residència d'ancians. Efectivament, és aquest caràcter pretendidamente pràctic el que llastra molts dels atractius de l'entorn del convent, no diguem ja del seu interior.